# PE32
Personal Editor 32 (PE32) è un potente editor di testo con interfaccia testuale: usa cioè la console di emulazione DOS presente in tutte le versioni di Windows. È un programma scritto completamente a 32 bit e quindi può sfruttare tutte le potenzialità dei sistemi operativi a 32 bit.
PE32 è l'unico aggiornamento del Dos IBM Personal Editor e delle sue revisioni chiamate PE2 e PE3 ed è completamente compatibile con i comandi e i file di configurazione originali.